# 我的愛沒有時間
《我的愛沒有時間》（西班牙語：Mi amor sin tiempo）是由卡洛斯·莫雷諾·拉吉略為特莱维萨製作的墨西哥電視連續劇。 由卡拉·埃斯基維爾、安德烈斯·拜達、萊蒂西亞·卡爾德龍、胡安娜·阿里亞斯、馬內·德拉·帕拉、亞歷杭德羅·卡馬喬主演。 該節目於2024年7月15日至11月1日在明星频道播出。

## 角色
- 卡拉·埃斯基韋爾 飾 法蒂瑪
- 安德烈斯·拜達 飾 賽巴斯蒂安
- 萊蒂西亞·卡爾德隆 飾 葛蕾塔
- 胡安娜·阿里亞斯 飾 芭芭拉
- 馬內·德拉帕拉 飾 丹尼爾
- 卡里梅·洛扎諾 飾 雷娜塔
- 亞歷杭德羅·卡馬喬 飾 費德里科
- 麥可·隆達 飾 阿德里安
- 尤蘭達·文圖拉 飾 露西亞
- 盧茲·瑪麗亞·赫雷斯 飾 安娜
- 阿爾瑪·德爾菲娜 飾 赫蘇斯
- 埃里克·德爾·卡斯蒂略 飾 阿爾瓦羅
- 費德里科·阿約斯 飾 巴勃羅
- 毛里西奧·阿布拉拉赫 飾 馬裡奧
- 達米阿娜·貝傑 飾 特里亞納
- 安德里亞·德·法蒂瑪 飾 布倫達
- 德妮亞·阿加利亞努 飾 卡拉
- 亞歷杭德拉·安德魯 飾 維拉尼亞
- 保拉·托約斯 飾 海諾維娃
- 朱莉婭·阿圭勒斯 飾 卡洛莉娜
- 拉斐拉·加維拉·比戈拉 飾 瑪卡雷納
- 克勞蒂亞·澤佩達 飾 馬利克魯斯
- 拉克爾·莫雷爾 飾 瑪姬
- 勞拉·盧茲 飾 卡門
- 瑪麗亞·馬塞拉 飾 莎拉
- 羅伯托·馬特奧斯 飾 何塞
- 伊恩·安德拉德 飾 雷米吉奧
- 何塞·埃利亞斯·莫雷諾 飾 貢薩洛
- 米歇爾·杜瓦爾 飾 克勞迪奧·阿爾塔米拉諾